# Chrysopa thibetana
Chrysopa thibetana är en insektsart som beskrevs av Robert McLachlan 1887.
Chrysopa thibetana ingår i släktet Chrysopa och familjen guldögonsländor. Inga underarter finns listade i Catalogue of Life.